# Ramona Trinidad Iglesias-Jordan
Ramona Trinidad Iglesias-Jordan de Soler, née le 1er septembre 1889 à Utuado et morte le 29 mai 2004, était une supercentenaire portoricaine, la plus vieille personne au monde après le décès de Mitoyo Kawate.

## Biographie
Fille d'Eduardo Iglesias-Ortiz et de Luisa Jordan-Correa, elle est née et a vécu à Utuado, à Porto Rico.
Elle a épousé Alfonso Soler en 1912 ; le couple a vécu à Arecibo, puis à San Juan. Ils n'ont jamais eu d'enfant, mais ont adopté Roberto Torres, leur neveu devenu orphelin.
Son mari est mort à la fin des années 1970.
Elle meurt d'une pneumonie à l'âge de 114 ans et 272 jours.

## Preuve
En 1948, son acte de naissance indiquait qu'elle était née le 1er septembre 1889 à 7 h 00.
Néanmoins un certificat de baptême d'avril 1890, découvert en 1992, mentionnait qu'elle était née la veille, le 31 août 1889.
Le recensement de 1910 l’enregistrait comme ayant 20 ans révolus à cette date ; son mariage avec Alfonso Soler le 26 décembre 1912 indiquait un âge de 23 ans.